# Двухлинейные камбалы
Двухлинейные камбалы (лат. Lepidopsetta) — род лучепёрых рыб из семейства камбаловых. Возраст созревания у самок в среднем составляет 3—4 года, у самцов 2 года. Плодовитость составляет 150—4000 тыс. икринок.

## Классификация
В состав рода включены 3 вида:
- Lepidopsetta bilineata (Ayres, 1855) — Двухлинейная камбала
- Lepidopsetta mochigarei Snyder, 1911 — Белобрюхая камбала
- Lepidopsetta polyxystra Orr & Matarese, 2000 — Северная двухлинейная камбала

## Ареал
Ареал белобрюхой камбалы (L. mochigarei) простирается от полуострова Корея до южной части Охотского моря; двухлинейная камбала (L. bilineata) обитает от Калифорнии до восточных Алеутских островов; северная двухлинейная камбала (L. polyxystra) распространена от залива Аляска до южных Курильских островов.